# Chrysonoma
Chrysonoma é um gênero de traça pertencente à família Agonoxenidae.